# Sfinks (Biakło)

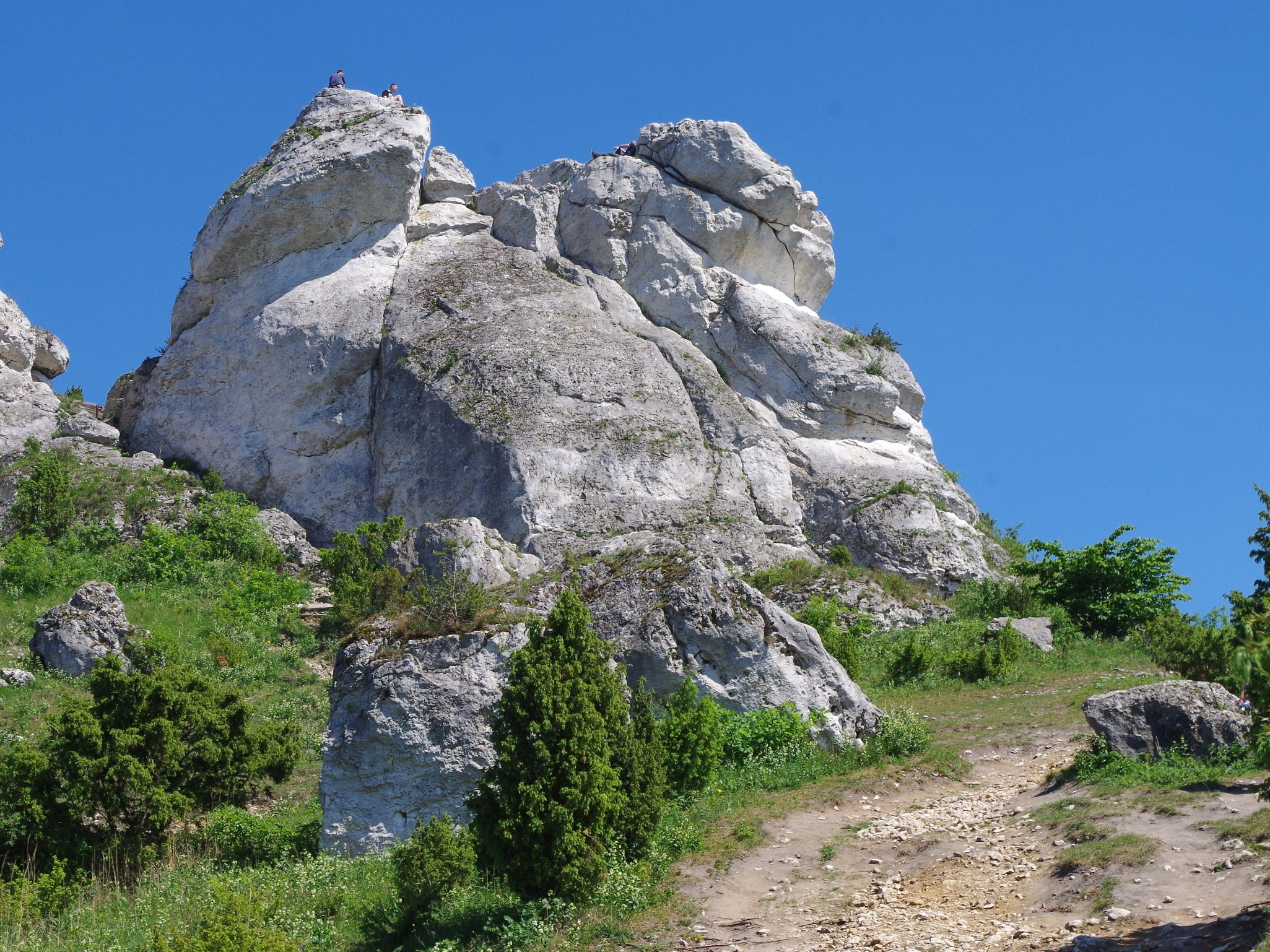
Sfinks od zachodu

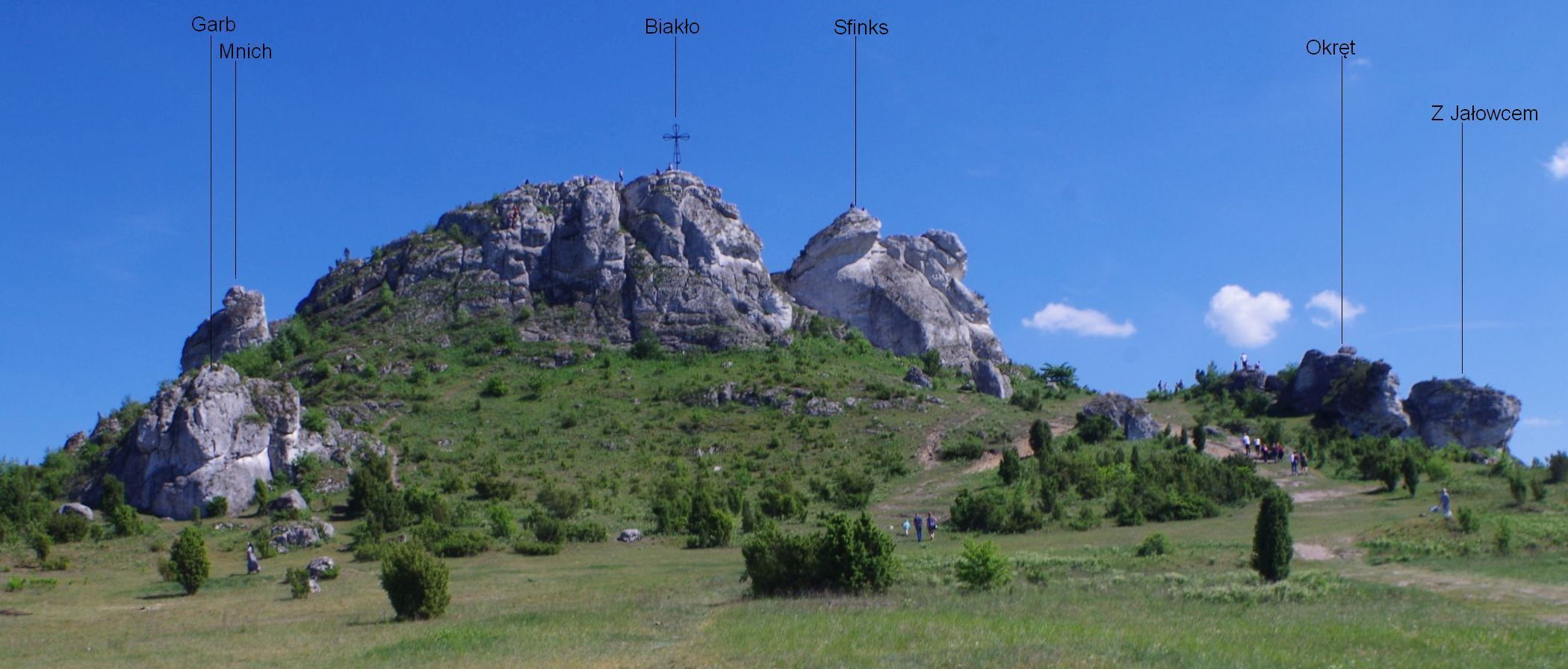
Położenie Sfinksa w masywie Biakła

Sfinks – skała  na  wzgórzu Biakło na Wyżynie Częstochowskiej, w miejscowości Olsztyn w województwie śląskim, w powiecie częstochowskim. Znajduje się po południowej stronie głównego szczytu tego wzgórza (z krzyżem). Na mapie Geoportalu jest opisana jako Brodło, na mapie Expressmap jako Sfinks, również wspinacze skalni podają nazwę Sfinks.
Wzgórze Biakło otoczone jest odkrytymi, trawiastymi terenami. Zbudowana z wapieni turnia Sfinks ma wysokość 16–20 m, pionowe i połogie ściany. Znajdują się w niej takie formacje geologiczne, jak filar i zacięcie. Wspinacze poprowadzili na niej 11 dróg wspinaczkowych o trudności od III do VI.4+ w skali Kurtyki i wystawie północnej i północno-zachodniej.
Obok wzgórza Biakło  prowadzą dwa szlaki turystyczne.

## Szlaki turystyczne
szlak św. Idziego: Olsztyn – Biakło – rezerwat przyrody Sokole Góry – Zrębice
 Olsztyn – Biakło – rezerwat przyrody Sokole Góry – Knieje – Zrębice